# 22 июня
22 июня — 173-й день года (174-й в високосные годы) по григорианскому календарю.
До конца года остаётся 192 дня.
До 15 октября 1582 года — 22 июня по юлианскому календарю, с 15 октября 1582 года — 22 июня по григорианскому календарю.
В XX и XXI веках соответствует 9 июня по юлианскому календарю.

## Праздники и памятные дни
См. также: Категория:Праздники 22 июня

### Международные
- Беларусь,  Россия,  Украина — День памяти и скорби.

### Национальные
- Хорватия — День антифашистской борьбы.

### Религиозные
Православие
- Память святителя Кирилла, архиепископа Александрийского (444);
- память преподобного Кирилла, игумена Белоезерского (1427);
- память праведного Алексия Московского (Мечёва) (1923);
- память преподобного Александра, игумена Куштского (1439);
- память мучениц Фёклы, Марфы и Марии в Персии (346);
- обре́тение мощей преподобноисповедника Рафаила (Шейченко), иеромонаха (2005).

### Именины
- Католические: Павлина.
- Православные: Александр, Алексей, Иван, Кирилл, Мария, Марфа, Фёкла.

## События
См. также: Категория:События 22 июня

### До XIX века
- 217 до н. э. — Птолемей IV разгромил армию Антиоха III в битве при Рафии.
- 168 до н. э. — римское войско разбивает македонское войско при Пидне.
- 1377 — Ричард II становится королём Англии вслед за Эдуардом III.
- 1434 — армия Генуэзской республики потерпела поражение от крымско-феодоритской армии в сражении при Солхате.
- 1633 — в доминиканском монастыре святой Минервы Галилео Галилей на коленях отрёкся от учения о гелиоцентрической системе мира. Произошло это на том самом месте, где Джордано Бруно выслушал смертный приговор.
- 1634 — Рембрандт женился на Саскии ван Эйленбюрх, отныне ставшей его музой.
- 1671 — Османская империя объявляет войну Речи Посполитой.
- 1763 — начало осады форта Питт.
- 1799 — эталон новой единицы измерения — метра — показали французским законодателям и сдали на хранение в архив республики[4][5].

### XIX век
- 1812 — Наполеон Бонапарт обратился с воззванием к войскам, в котором обвинил Россию в нарушении Тильзитского соглашения и назвал предстоящую войну с Россией второй польской войной.
- 1815 — Наполеон Бонапарт в последний раз подписал отречение от престола вскоре после поражения при Ватерлоо.
- 1846 — Адольф Сакс получил патент на «систему духовых инструментов, называемых саксофонами»[6][7].
- 1853 — в Лондоне начала работу «Вольная русская типография», основанная А. И. Герценом.
- 1862 — царским указом в России закрываются воскресные школы.
- 1876 — принятие конституции Испании.
- 1889 — Германия первой в Европе вводит пенсии по старости.

### XX век
- 1906 — в Осло коронован первый король вернувшей себе независимость Норвегии Хокон VII.
- 1910 — открыта первая в Европе воздушная пассажирская линия Фридрихсхафен — Дюссельдорф, по которой курсировал дирижабль «Германия».
- 1915 — Первая мировая война: союзные войска Австрии и Германии заняли Львов.
- 1916 — Первая мировая война: немецкие войска у Флери (Франция) впервые применили новый отравляющий газ фосген («Зелёный крест»).
- 1919 — Первая мировая война: в связи с ультиматумом Антанты Веймарское учредительное собрание Германии проголосовало за подписание кабального для немцев мирного договора.
- 1921 — в Москве вступила в действие первая радиотрансляционная сеть[8].
- 1933 — государственным чиновникам Германии предписано доносить на инакомыслящих коллег.
- 1940 — в Компьене Франция подписала капитуляцию перед Германией (в том же самом вагоне, в котором в 1918 году подписывала капитуляцию Германия).
- 1941
  - Вторая мировая война: Нацистская Германия развязывает Великую Отечественную войну с СССР, начав операцию «Барбаросса» и нанеся удар по военным и стратегическим объектам и городам.
  - Алексей Николаевич Толстой завершает последнюю книгу цикла «Хождение по мукам».
- 1942
  - Вторая мировая война: командующий немецкими войсками в Северной Африке Эрвин Роммель произведён в фельдмаршалы.
  - Клятва верности флагу США одобрена Конгрессом.
- 1948
  - СССР провёл в Восточной Германии денежную реформу.
  - По приказу премьер-министра Израиля Давида Бен-Гуриона расстрелян и затоплен корабль «Альталена», доставивший оружие и добровольцев для ЭЦЕЛя.
- 1960 — разрыв отношений между СССР и Китаем. Поводом к этому стал обмен оскорблениями между лидерами национальных компартий. Никита Хрущёв обозвал Мао Цзэдуна сталинистом, а тот назвал первого секретаря ревизионистом.
- 1962 — катастрофа Boeing 707 в Гваделупе. Погибли 113 человек.
- 1964 — Франсуа Дювалье объявлен пожизненным президентом Гаити[9].
- 1965 — заключён Базовый договор об отношениях между Японией и Кореей.
- 1969 — начался пожар на реке Кайахога, когда загорелись отходы[10].
- 1973 — в ООН приняты ГДР и ФРГ.
- 1978 — обнаружен спутник Плутона — Харон.
- 1980 — финал чемпионата Европы по футболу: в Риме сборная ФРГ обыграла сборную Бельгии со счётом 2:1
- 1982 — катастрофа Boeing 707 в Бомбее. Погибли 17 человек.
- 1983 — в регулярном чемпионате НХЛ введён овертайм (дополнительные пять минут игры до первого гола в случае ничьей в основное время).
- 1986 — чемпионат мира по футболу в Мексике: в четвертьфинале против сборной Англии аргентинец Диего Марадона забил мяч «рукой бога» и «гол столетия».
- 1990 — в Берлине закрыт Чекпойнт Чарли.
- 1994 — в Брюсселе подписан Протокол об основах сотрудничества России и НАТО в рамках программы «Партнёрство во имя мира».

### XXI век
- 2002 — в результате землетрясения силой 6,5 магнитуд по шкале Рихтера в западном Иране погибло более 260 человек.
- 2003 — телеканал ТВС по приказу Министерства печати и массовых коммуникаций РФ прекратил вещание. В 00:25 на частотах ТВС начал вещать федеральный канал «Спорт».
- 2009 — покушение на президента Ингушетии Юнус-Бека Евкурова, который был ранен.
- 2022 — землетрясение в Афганистане магнитудой 6.2 унесло более 1000 жизней.
- 2025 — США нанесли удары по ядерным объектам Ирана.

## Родились
См. также: Категория:Родившиеся 22 июня

### До XIX века
- 1450 — Элеонора Неаполитанская (ум. 1493), герцогиня Феррары.
- 1477 — Томас Грей, 2-й маркиз Дорсет (ум. 1530), английский аристократ.
- 1653 — Андре-Эркюль де Флёри (ум. 1743), французский кардинал, глава правительства Людовика XV.
- 1757 — Джордж Ванкувер (ум. 1798), английский мореплаватель, исследователь побережья Северной Америки.
- 1767 — Вильгельм Гумбольдт (ум. 1835), немецкий философ, филолог, языковед, основатель Берлинского университета.

### XIX век
- 1805 — Джузеппе Мадзини (ум. 1872), итальянский революционер, борец за объединение Италии.
- 1822 — Франц Кейль (ум. 1876), австрийский альпинист, географ и картограф.
- 1837 — Пол Морфи (ум. 1884), американский шахматный гений.
- 1845 — Ричард Седдон (ум. 1906), премьер-министр Новой Зеландии (1893—1906).
- 1856 — Генри Хаггард (ум. 1925), английский писатель, автор «Копей царя Соломона».
- 1861 — Максимилиан фон Шпее (ум. 1914), немецкий адмирал, граф, герой Первой мировой войны.
- 1863 — Георгий Вульф (ум. 1925), российский физик, создатель рентгеновской спектроскопии.
- 1864 — Герман Миньковский (ум. 1909), немецкий математик, развивший геометрическую теорию чисел.
- 1874 — Вальтер Фридрих Отто (ум. 1958), немецкий филолог-классик, антиковед.
- 1877 — Болеслав Яворский (ум. 1942), российский и советский музыковед и пианист, композитор, доктор искусствоведения.
- 1886 — Хелла Вуолийоки (наст. имя Элла Муррик; ум. 1954), финская писательница эстонского происхождения (роман «Женщины Нискавуори» и др.).
- 1887 — Джулиан Хаксли (ум. 1975), английский философ, биолог, первый директор ЮНЕСКО.
- 1892 — Роберт фон Грейм (ум. 1945), последний немецкий фельдмаршал, командующий люфтваффе.
- 1898
  - Зенон Косидовский (ум. 1978), польский писатель.
  - Эрих Мария Ремарк (ум. 1970), немецкий писатель («Три товарища», «Триумфальная арка» и др.).

### XX век
- 1903 — Джон Диллинджер (ум. 1934), американский грабитель банков, «враг общества № 1».
- 1904 — Валентин Овечкин (ум. 1968), советский писатель и журналист.
- 1906 — Билли Уайлдер (ум. 2002), американский кинорежиссёр, лауреат четырёх «Оскаров».
- 1907 — Андрей Некрасов (ум. 1987), русский советский писатель («Приключения капитана Врунгеля» и др.).
- 1910
  - Джон Хант (ум. 1998), английский офицер, руководитель экспедиции, в ходе которой был впервые покорён Эверест.
  - Конрад Цузе (ум. 1995), немецкий инженер, пионер компьютеростроения.
- 1930
  - Юрий Артюхин (ум. 1998), советский космонавт, Герой Советского Союза.
  - Динка, Фонгум Горджи, камерунский и амбазонийский юрист.
- 1931 — Геннадий Удовенко (ум. 2013), бывший министр иностранных дел Украины (1994—1998).
- 1932 — Вадим Тонков (ум. 2001), советский артист эстрады, создавший вместе с Борисом Владимировым комический дуэт Вероника Маврикиевна и Авдотья Никитична.
- 1934 — Отто Лацис (ум. 2005), советский журналист, обозреватель «Известий».
- 1936 — Крис Кристофферсон (ум. 2024), американский певец, актёр («Звезда родилась»).
- 1936 — Игорь Фроянов (ум. 2020), советский и российский историк, доктор исторических наук, профессор, декан исторического факультета СПбГУ в 1982-2001 гг.
- 1939 — Владислав Агасьянц (ум. 2010), советский волейбольный тренер.
- 1941 — Майкл Лернер, американский киноактёр.
- 1944 — Клаус Мария Брандауэр, австрийский актёр, кинорежиссёр, сценарист.
- 1947
  - Октавия Батлер (ум. 2006), американская писательница-фантаст.
  - Наталья Варлей, советская и российская киноактриса, заслуженная артистка РСФСР.
  - Пит Маравич (ум. 1988), американский баскетболист.
- 1948 
  - Владимир Ланцберг (ум. 2005), российский бард, писатель, поэт, педагог.
  - Иван Скляров, мэр Нижнего Новгорода (1994—1997), губернатор Нижегородской области (1997—2001).
- 1949
  - Юозас Киселюс (ум. 1991), литовский советский актёр театра и кино.
  - Мерил Стрип, американская актриса, обладательница трёх «Оскаров», девяти «Золотых глобусов» и др. наград.
- 1950 
  - Адриан Нэстасе, румынский политик, премьер-министр Румынии (2000—2004).
  - Светлана Крючкова, актриса театра и кино, народная артистка РСФСР.
- 1953 — Синди Лопер, американская поп-певица, автор песен, актриса, лауреат премий «Грэмми», «Тони» и «Эмми».
- 1954 — Фредди Принц (застрелился в 1977), американский комик и актёр.
- 1956 — Мануэль Саваль (ум. 2009), мексиканский актёр.
- 1957
  - Гарри Бирс, австралийский бас-гитарист, участник рок-группы INXS.
  - Георгий Васильев, российский композитор, поэт, режиссёр, сценарист, бард.
- 1959 — Владимир Шахрин, советский и российский рок-музыкант, певец, автор песен, лидер группы «Чайф».
- 1960
  - Эрин Брокович, американская активистка и правозащитница.
  - Трэйси Поллан, американская актриса.
- 1961 — Джимми Сомервиль, английский музыкант, бывший лидер групп Bronski Beat, The Communards.
- 1962 — Клайд Дрекслер, американский баскетболист и тренер, чемпион НБА (1995), олимпийский чемпион (1992).
- 1964
  - Дэн Браун, американский писатель («Код да Винчи», «Ангелы и демоны»).
  - Эми Бреннеман, американская актриса, продюсер.
- 1965 — Уве Болл, немецкий кинорежиссёр.
- 1966 — Эмманюэль Сенье, французская актриса.
- 1970 — Отар Кушанашвили, грузинский и российский журналист, телеведущий.
- 1974 — Дональд Фэйсон, американский актёр.
- 1978 — Дэн Уэлдон (погиб 2011), британский автогонщик.
- 1980 — Илья Брызгалов, российский хоккеист, вратарь.
- 1983 — Дианна Стеллато-Дудек, канадская, ранее американская фигуристка, выступающая в одиночном и парном катании. Чемпионка мира и четырёх континентов (2024).
- 1984 — Янко Типсаревич, сербский теннисист, экс-восьмая ракетка мира, обладатель Кубка Дэвиса (2010).
- 1987 — Дэнни Грин, американский баскетболист, трёхкратный чемпион НБА.
- 1995 — Сара Колак, хорватская метательница копья, олимпийская чемпионка (2016).
- 1996 — Родриго Эрнандес, испанский футболист.
- 1997 — Маю Мукаида, японская спортсменка, олимпийская чемпионка (2020) и многократная чемпионка мира по вольной борьбе.
- 2000 — Лукаш Досталь, чешский хоккеист, вратарь; чемпион мира (2024).

## Скончались
См. также: Категория:Умершие 22 июня

### До XX века
- 1101 — Рожер I (р. 1031), король и великий граф Сицилии (с 1072), отвоевавший остров у арабов.
- 1276 — Иннокентий V (в миру Пьер де Тарантез; р. ок. 1225), 185-й Папа римский (в 1276).
- 1527 — Никколо Макиавелли (р. 1469), итальянский государственный деятель и мыслитель.
- 1535 — казнён Джон Фишер (р. 1469), епископ Рочестера, друг Томаса Мора.
- 1691 — Сулейман II (р. 1642), султан Османской империи (1687—1691).
- 1727 — Георг I (р. 1660), король Великобритании (с 1714), первый представитель Ганноверской династии на британском троне.
- 1817 — граф Павел Строганов (р. 1774), русский государственный деятель, генерал-лейтенант.
- 1827 — Людвиг Генрих фон Якоб (р. 1759), немецкий философ, экономист и филолог, профессор Харьковского университета.
- 1885
  - Махди Суданский (р. 1844), вождь освободительного движения в Судане, основатель суданского Махдистского государства.
  - Эмиль Рибек (р. 1853), немецкий путешественник, этнолог, минералог, естествоиспытатель.

### XX век
- 1918 — расстрелян Алексей Щастный (р. 1881), российский военно-морской деятель, капитан 1-го ранга, в 1918 г. командующий Балтийским флотом.
- 1925 — Феликс Клейн (р. 1849), немецкий математик и педагог.
- 1935 — Шимон Ашкенази (р. 1866), польский историк, политик и дипломат еврейского происхождения.
- 1939 — Аркадий Рылов (р. 1870), русский советский живописец-пейзажист, график, педагог.
- 1940 — Владимир Кёппен (р. 1846), немецко-русский географ, метеоролог, климатолог и ботаник.
- 1945 — Джамбул Джабаев (р. 1846), казахский советский поэт-акын.
- 1963 — Мария Тэнасе (р. 1913), певица, исполнительница румынского фольклора.
- 1965
  - Дэвид Селзник (р. 1902), американский кинопродюсер (фильмы «Кинг-Конг», «Унесённые ветром» и др.), обладатель двух премий «Оскар».
  - Михаил Цехановский (р. 1889), советский художник и режиссёр, один из зачинателей советской мультипликации.
- 1966 — Борис Чирсков (р. 1904), советский киносценарист.
- 1969 — Джуди Гарленд (при рожд. Фрэнсис Этель Гамм; р. 1922), американская актриса и певица, обладательница двух «Золотых глобусов» и др. наград, мать Лайзы Миннелли.
- 1973 — Семён Туманов (наст. фамилия Цейтлин; р. 1921), советский режиссёр театра и кино, киносценарист.
- 1974 — Дариюс Мийо (р. 1892), французский композитор и дирижёр.
- 1975 — Оскар Строк (р. 1893), латвийский советский композитор, пианист, «король танго».
- 1987 — Фред Астер (р. 1899), американский киноактёр, танцовщик, певец.
- 1990 — Илья Франк (р. 1908), советский физик, автор теории излучения, лауреат Нобелевской премии (1958).
- 1993 — Пэт Никсон (р. 1912), первая леди США (1969—1974), супруга 37-го президента Ричарда Никсона.
- 1994 — Илья Фрэз (р. 1909), кинорежиссёр, сценарист, народный артист СССР.
- 1995 — Леонид Дербенёв (р. 1931), советский и российский поэт-песенник.

### XXI век
- 2002 — Конрад Хансен (р. 1906),  немецкий пианист и педагог.
- 2003 — Василь Быков (р. 1924), советский и белорусский писатель.
- 2004 — Томас Голд (р. 1920), американский астроном, один из авторов теории стационарной Вселенной.
- 2007 — Ленар Гильмуллин (р. 1985), российский футболист.
- 2008
  - Наталья Бехтерева (р. 1924), советский и российский нейрофизиолог, академик АН СССР, РАН и РАМН.
  - Джордж Карлин (р. 1937), американский актёр-комик и писатель, обладатель четырёх премий «Грэмми».
  - Фёдор Углов (р. 1904), советский и российский хирург, академик РАМН.
- 2015
  - Любовь Баранова (р. 1929), советская лыжница, олимпийская чемпионка (1956), 4-кратная чемпионка мира.
  - Джеймс Хорнер (р. 1953), американский кинокомпозитор, лауреат двух «Оскаров», двух «Золотых глобусов» и др. наград.
- 2018 
  - Наум Коржавин (р. 1925), советский и российский поэт, прозаик, переводчик и драматург.
  - Винни Пол (р. 1964), американский рок-музыкант, барабанщик групп Pantera и Damageplan, продюсер.
- 2020 — Джоэл Шумахер (р. 1939), американский кинорежиссёр и сценарист (фильмы «Бэтмен навсегда» и «Бэтмен и Робин» и др.).
- 2024 — Анхель Гутьеррес (р. 1932),  советский и испанский театральный режиссёр, актёр, профессор ГИТИСа, профессор и новатор Королевской высшей школы драматического искусства в Мадриде, создатель мадридского Камерного театра имени А. П. Чехова, создатель Школы театрального искусства в Мадриде.
- 2025 — Аки Алеонг (р. 1934), тринидадский и американский киноактёр. Также снимался в различных телесериалах.

## Приметы
- Кирилл Александрийский. «На Кирилла отдаёт солнышко земле всю силу»[11][неавторитетный источник].